# Delnice, Primorsko-goranska županija
Delnice so mesto na Hrvaškem s slabimi 4000 prebivalci in središče istoimenske mestne občine (hrv. Grad Delnice) z okoli 6000 ljudmi (število se polagoma zmanjšuje). Upravno spada v Primorsko-goransko županijo ter obsega osrednji del ozemlja Gorskega kotarja.

## Geografija
Delnice so osrednje in največje naselje v Gorskem kotarju, pokrajini, ležeči južno od slovenske meje na Kolpi oz. Kostela, ter središče gorskokotarskega turizma. Ležijo na planoti, ki jo obkrožajo vrhovi Mali Petehovac (1105 m), Skrajna reber (865 m) in Zrinski vrh (837 m), na nadmorski višini 706 m ob avtocesti in železniški progi Karlovec–Reka. Delnice so najvišje ležeče mesto na Hrvaškem. Zmerno gorsko podnebje, raznovrstni športni objekti in smučarski tereni vabijo športnike in turiste v vseh letnih časih.

## Zgodovina
V srednjem veku so bile Delnice eno od naselij Modruške županije, ki pa je v 16. stoletju zaradi turških vpadov opustelo. Po koncu trških vpadov ter doseljevanju novih prebivalcev, predvsem s posestev Zrinskih, so Delnice v 17. stoletju ponovno oživele. Po končanju Lujzinske ceste, ki so jo od leta 1803 do 1811 gradili med Karlovcem in Reko, pa so Delnice doživele pravi razcvet. V naselju stoji župnijska cerkev sv. Ivana Krstitelja, postavljena leta 1829. V času narodnoosvobodilnega boja je bil v Delnicah že prvi dan italijanske okupacije 13. julija 1941 ustanovljen Delnički partizanski odred.

## Naselja
Pod Mesto Delnice spada poleg samega mesta še 54 naselij: Bela Vodica, Belo, Biljevina, Brod na Kolpi, Crni Lug, Čedanj, Dedin, Donja Krašićevica, Donje Tihovo, Donji Ložac, Donji Okrug, Donji Turni, Gašparci, Golik, Gornja Krašićevica, Gornje Tihovo, Gornji Ložac, Gornji Okrug, Gornji Turni, Grbajel, Guče Selo, Gusti Laz, Hrvatsko, Iševnica, Kalić, Kočičin, Krivac, Kupa, Kuželj, Leska, Lučice, Mala Lešnica, Malo Selo, Marija Trošt, Plajzi, Podgora Turkovska, Požar, Radočaj Brodski, Raskrižje Tihovo, Razloge, Razloški Okrug, Sedalce, Srednja Krašićevica, Suhor, Ševalj, Turke, Vela Voda, Velika Lešnica, Zagolik, Zakrajc Turkovski, Zalesina, Zamost Brodski, Zapolje Brodsko in Zelin Crnoluški.

## Demografija
|  | 2315 | 2453 | 2544 | 2544 | 2840 | 3071 | 3298 | 3123 | 3149 | 3840 | 4042 | 4308 | 4351 | 4696 | 4451 | 4379 | 3861 |
|  | 1857 | 1869 | 1880 | 1890 | 1900 | 1910 | 1921 | 1931 | 1948 | 1953 | 1961 | 1971 | 1981 | 1991 | 2001 | 2011 | 2021 |

|  | 6929 | 7289 | 6797 | 7007 | 7172 | 7651 | 7322 | 7337 | 6609 | 7592 | 7652 | 7291 | 6817 | 6858 | 6262 | 5952 | 5135 |
|  | 1857 | 1869 | 1880 | 1890 | 1900 | 1910 | 1921 | 1931 | 1948 | 1953 | 1961 | 1971 | 1981 | 1991 | 2001 | 2011 | 2021 |